# Ewald Wolschner

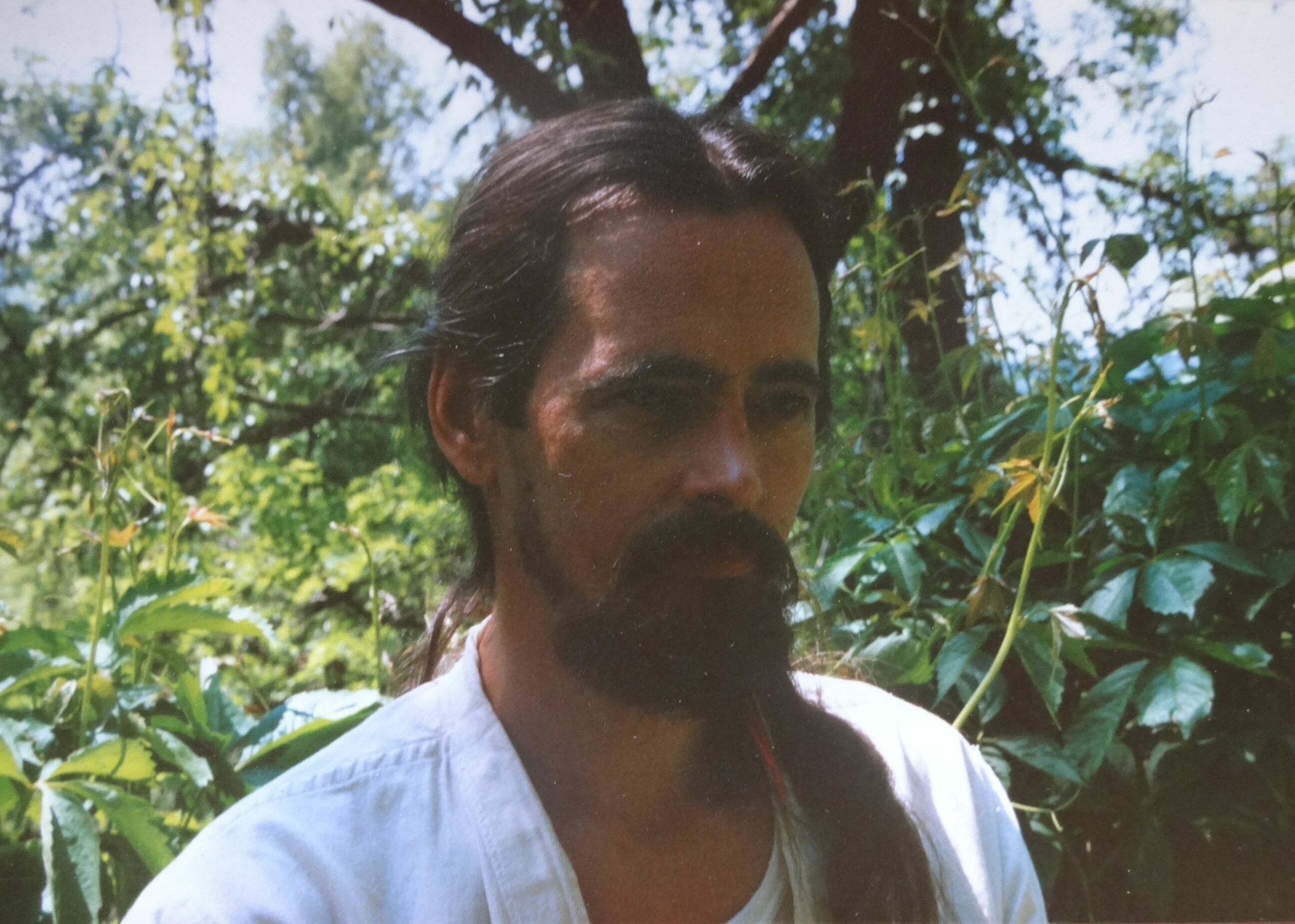
Ewald Wolschner

Ewald Wolschner (* 1. Januar 1951 in Klagenfurt; † 3. Mai 2015 in Krumpendorf am Wörthersee) war ein österreichischer bildender Künstler (Zeichner, Maler, Bildhauer, Keramiker).

## Biographie
Wolschner stammte aus einer großbürgerlichen und kunstsinnigen Familie. Der Vater Wilhelm Wolschner (1918–1990) war einer der Miteigentümer des Klagenfurter Familienunternehmens Stoiser &Wolschner, einer Beton-, Kunststein- und Rohrfabrik, der Großvater war der Architekt Karl Wolschner (1862–1927), der an der Akademie der bildenden Künste die Meisterschule von Otto Wagner und Carl von Hasenauer besuchte. Ewald Wolschners Großvater Karl, ein Jahrgangskollege Josef Hoffmanns und Josef Plecniks, war vorerst Mitarbeiter des Architekturbüros Fellner & Helmer und realisierte dann selbstständig einige Projekte in Wien und Klagenfurt (Zinshäuser in Wien, die evangelische Abteilung und Kirche des Zentralfriedhofs in Wien sowie die Westschule und Handelskammer Klagenfurt). Ewald Wolschners Großmutter väterlicherseits war die Tochter des steirischen Baumeisters Josef Stoiser.
Der Architekt und Maler Karl Wolschner (1913–2009) ist ein Onkel Ewald Wolschners. Ewald Wolschners Mutter Olga (1922–2012) wiederum stammte aus einer Steinmetzmeistersfamilie namens Moschitz aus dem italienischen Kanaltal.
Wolschner besuchte in Klagenfurt mehrere höhere Schulen und konnte sich dank der Unterstützung seiner gutsituierten Familie bereits in jungen Jahren hauptsächlich seinen künstlerischen Ambitionen und Neigungen widmen. In den späten 1960er Jahren lernte Wolschner Heinz Goll kennen. 1964 rief Goll gemeinsam mit dem Maler Werner Lössl (* 1929) auf der „Heiligengeistschütt“ in Klagenfurt die „Grüne Galerie“ ins Leben, in der eine noch bis zum heutigen Tage vorhandene Gemeinschaftsarbeit von Goll und Wolschner geschaffen wurde: „Objekt am Gresselweg“ (in Maria Rain bei Klagenfurt). Heinz Goll, der in den späten 1970er Jahren nach Bogota/Kolumbien auswanderte, galt seit jeher als Abenteurer, Philosoph, Revolutionär und Lebemann und prägte sichtlich Ewald Wolschners künstlerische Entwicklung und beeinflusste ihn mit seinem Werk und Wesen nachhaltig.
1970/71 wurde Ewald Wolschner an der Akademie der bildenden Künste bei Max Weiler aufgenommen. In diese Zeit fällt auch Wolschners Begegnung mit dem Maler und Bildhauer Berry Hackl, der sowohl persönlicher Freund als auch ein künstlerischer Weggefährte wurde.

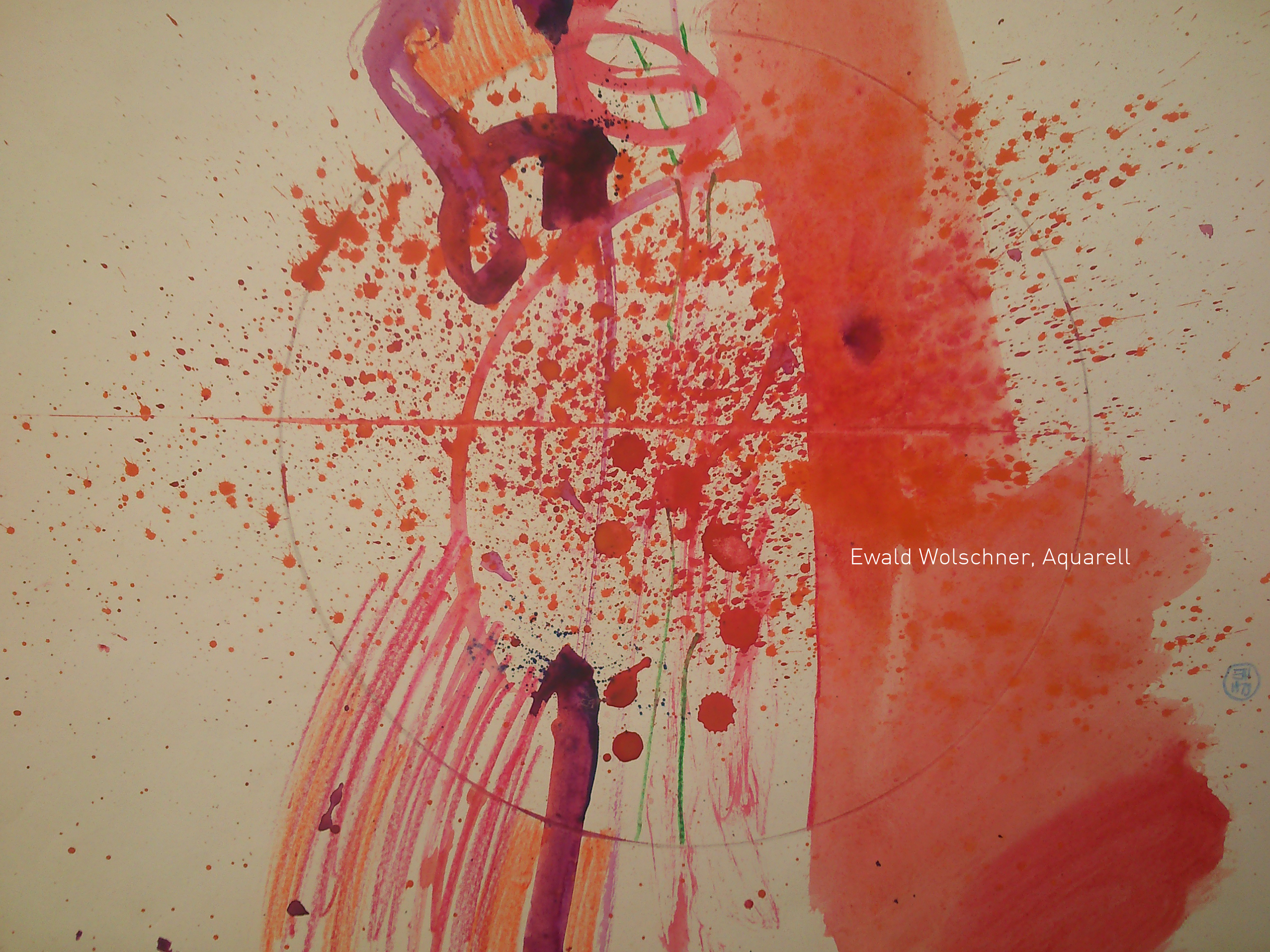
Ewald Wolschner, Aquarell

In den späten 1960er und frühen 1970er Jahren gründete Heinz Goll mehrere Künstlergemeinschaften, wie den „Kontaktofen“ in der Theatergasse in Klagenfurt, das „Kunstkollektiv Mieger“ sowie die Vereinigung „X-Art“. Zentrum all dieser künstlerischen Aktivitäten war die legendäre „Käferkeusche“, ein in Mieger, Gemeinde Ebenthal, gelegener alter Bauernhof. Fernab der damals vorherrschenden Konventionen, im Dunstkreis dieser progressiven und offenen Gemeinschaften entfaltete sich Ewald Wolschners künstlerisches Schaffen immer vielfältiger und er intensivierte dadurch diverse Techniken der Malerei, Bildhauerei und Keramik.
Diese Kunstkommunen waren Geburtsstätten für bildende Künste (Malerei, Bildhauerei), Kunsthandwerk (Keramik, Macramè), Literatur (Lesungen), Theateraufführungen und Musik (Rock, Jazz, Pop) und ermöglichten fruchtbare Symbiosen dieser verschiedenen künstlerischen Disziplinen. Hier trafen sich die Literaten Gert Jonke, Christine Nöstlinger, Peter Turrini, Robert Gratzer, Musiker wie Paul Rapnik sowie Bandmitglieder der „Hallucination Company“, bildende Künstler wie Gerd Wucherer, Ulf Komposch, Werner Lössl, Ingrid Smolle, Christian Setz, Aurea Goll-Santos, Helmut Schnöller („Malek“), Johanes Zechner oder Architekten wie Klaus Holler oder Horst Brudermann („Kunst am Bau“) etc. Durch den Einfluss dieses allzu inspirierenden Umfeldes und durch die interkulturelle Zusammenarbeit all dieser Disziplinen folgten Ewald Wolschners intensivste und erfolgreichste Jahre.
Nach ersten Einzelausstellungen in der „Galerie O Mieger“ 1972 folgten 1973 weitere Ausstellungen im „Tomschehof“ in Villach, in der „Nachtgalerie“ Schloßhotel Seefels, in der „Vienna Galerie Malmö“ Schweden, 1975 im Künstlerhaus Klagenfurt, 1978 in „Galerie X-Art“ in der Kumpfgasse in Klagenfurt, 1980 in der „Kellergalerie“ im Stadthaus Klagenfurt, 1981 an der Universität für Bildungswissenschaften Klagenfurt (Gemeinschaftsausstellung mit Werner Hofmeister, Alois Köchl, Viktor Rogy, Egon Rubin, Wolfgang Walkensteiner und Johanes Zechner), in den 1980er und 1990er Jahren folgten weitere Ausstellungen in der „Galerie Kutscha“ in Salzburg, in verschiedenen Galerien in Kärnten (Mieger, Klagenfurt, Krumpendorf) sowie die Dauerausstellung seines Werkes in der „Galerie Wolschner“ in Krumpendorf bis zu seinem Tod im Mai 2015.

### Privates
Aus der ehelichen Verbindung mit Ingeborg Neidhardt ging die 1972 geborene Tochter Diana hervor. Ewald Wolschner war der Lebensgefährte der Goldschmiedin und Schmuckkünstlerin Roswitha Gradischnig. Ewald Wolschner pflegte eine Freundschaft mit dem Klosterneuburger Maler, Bildhauer und „Action“-Künstler Christian Marmorstein.

## Einflüsse
Künstlerisch war Ewald Wolschner neben seinen Weggefährten wie Heinz Goll oder Berry Hackl vor allem auch durch den „Surrealismus“ (z. B. Salvador Dalí) bzw. die „Wiener Schule des Phantastischen Realismus“ (Ernst Fuchs, Friedensreich Hundertwasser, Arik Brauer, Helmut Leherb) beeinflusst, eine weitere essentielle künstlerische Prägung speiste sich aus seinem intensiven Studium und der Auseinandersetzung mit den vorherrschenden fernöstlichen Religionen und Philosophien sowie durch die psychedelischen Bewegungen der 1960er Jahre.
Erwähnenswert ist die Stille und Zurückgezogenheit, in welche sich der Künstler über viele Jahrzehnte hinweg freiwillig begab. Diese „Lebensphilosophie der Stille und Kontemplation“ steht oft im krassen Gegensatz zu Wolschners „lauten“ bunten Arbeiten. In einer schillernden Farbenwelt ergießen sich zumeist explosionsartig Figuren über einer phantastischen Landschaft, und ein „Garten der Lüste“ entsteht somit vor dem Auge des Betrachters.

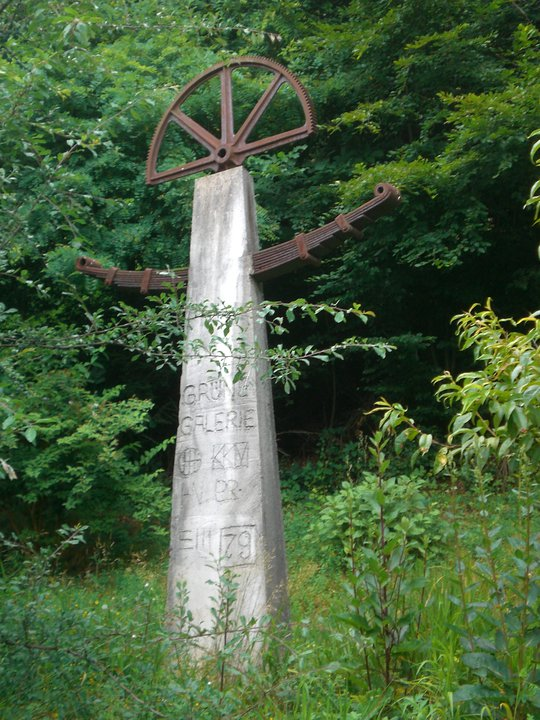